# Vicky Ntetema
Vicky Ntetema, sinh năm 1958, là một nhà báo nổi tiếng người Tanzania với việc khám phá vụ giết người mắc bệnh bạch tạng ở Tanzania. Sau đó, cô trở thành Giám đốc điều hành của Under the Same Sun (UTSS) tại đất nước Tanzania.

## Cuộc đời và sự nghiệp
Ntetema sinh ra ở Tanzania vào năm 1958. Với học bổng của Chính phủ Tanzania, cô đã du học ở Liên Xô và nhận bằng Thạc sĩ Báo chí năm 1985. Năm 1991, Ntetema làm việc cho BBC với tư cách là dịch giả tiếng Swour, sau đó trở thành một nhà báo truyền thông điện tử (người dẫn chương trình phát thanh kiêm vai trò nhà sản xuất) ở London và năm 2006, một nhà báo cao cấp và Trưởng Văn phòng của BBC World Service ở Tanzania. Ntetema được biết đến khi vào năm 2007, cô đã khám phá một vụ giết người mắc bệnh bạch tạng ở Tanzania. Ntetema sau đó quyết định rời BBC để trở thành Giám đốc điều hành của Under the Same Sun tại Tanzania, một tổ chức từ thiện của Canada nhằm thúc đẩy quyền con người của những người mắc bệnh bạch tạng. Một bài đăng cô giữ cho đến khi nghỉ hưu vào tháng 05 năm 2018 về chủ đề này.

## Báo cáo về cuộc đàn áp những người mắc bệnh bạch tạng ở Tanzania
Cuộc điều tra bí mật của Ntetema cho thấy một số người Tanzania đã nhìn thấy những người mắc bệnh bạch tạng là những sinh vật giống như ma và các bác sĩ phù thủy địa phương coi "bộ phận cơ thể của họ là nguyên liệu mạnh mẽ cho bùa phép" mang lại thành công. Các báo cáo của cô chủ yếu thu hút sự chú ý từ quốc tế về tình hình này. Do các mối đe dọa chống lại cô, Ntetema phải chạy trốn, yêu cầu bảo vệ mình và cuối cùng phải rời khỏi đất nước hai lần để bảo vệ chính mạng sống của cô.
Vào năm 2010, Tổ chức Truyền thông Phụ nữ Quốc tế đã trao cho cô Giải thưởng Can đảm trong Báo chí cho các báo cáo của mình và nỗ lực không mệt mỏi. Năm 2016, Ngoại trưởng Hoa Kỳ John Kerry đã trao cho Ntetema giải thưởng Phụ nữ can đảm quốc tế.

## Giải thưởng
- Can đảm trong Giải thưởng Báo chí năm 2010 [1][5]
- Giải thưởng Phụ nữ Thành đạt Tanzania trong hạng mục "Thông tin và Truyền thông" năm 2013
- Giải thưởng Phụ nữ Can đảm Quốc tế năm 2016 [6][7]